# یور اسگودود
یور اسگودود یک منطقهٔ مسکونی در سومالی است که در Gedo واقع شده‌است.